# Sumqayıt
Sumqayıt (Azerbeidzjaans ook gespeld als Sumgait of Soemgait of Sumgayit, Russisch: Сумгайыт Soemgajyt) is een stad in Azerbeidzjan aan de Kaspische Zee, 30 kilometer ten noordwesten van Bakoe. Met 284.600 inwoners (2012) is het de op twee na grootste stad van het land.
Hoewel het stadsgebied al sinds de 16e eeuw bewoond is, duurde het tot de jaren twintig van de 20e eeuw voordat het gebied ontwikkeld werd. In 1935 besloot de Sovjet-regering dat het schiereiland Apsjeron, waar Sumqayıt op gelegen is, bestemd werd voor zware industrie. Volgens het Blacksmith Institute is Sumqayıt een van de tien meest vervuilde steden ter wereld.
Op 22 november 1949 werd Sumqayıt officieel tot stad uitgeroepen. Sinds 2000 heeft de stad een universiteit, de Staatsuniversiteit Sumqayıt (Sumqayıt Dövlət Universiteti). Symbool van de stad is een uit 1978 daterend monument van een vredesduif.
Op 25 januari 1988 vonden er anti-Armeense pogroms plaats in Sumqayit. Hierbij werden tientallen Armeniërs vermoord en duizenden uit de stad verdreven. Mede hierdoor escaleerde later het Nagorno-Karabachconflict. Na de oorlog vestigden zich ongeveer 62.300 Azerbeidzjaanse ontheemden en vluchtelingen uit Armenië in de stad.

## Cultuur
Tijdens de Sovjetheerschappij in Azerbeidzjan, stond Sumqayit bekend om zijn parken. Het Imadaddin Nasimi-park, gelegen in Sumqayit, was het langste park in de republiek. Het park werd geopend in 1967 en werd op 17 augustus 1978 vernoemd naar de beroemde Azerbeidzjaanse dichter Imadaddin Nasimi.

## Geboren in Sumqayıt
- Nazim Süleymanov (1965), voetballer